# Malamblia
Malamblia is een geslacht van vlinders van de familie bloeddrupjes (Zygaenidae).

## Soorten
- M. durbanica Jordan, 1907
- M. flavipalpis Hampson, 1910